# Branchiostoma mortonense
Branchiostoma mortonense är en ryggsträngsdjursart som beskrevs av Kelly 1966. Branchiostoma mortonense ingår i släktet Branchiostoma och familjen lansettfiskar. Inga underarter finns listade.